# XI SS Cuerpo Panzer
El XI SS Cuerpo (en alemán: XI. SS-Armeekorps, más tarde XI. SS-Panzerkorps) fue un Cuerpo SS creado el 24 de julio de 1944 en el sur de Polonia sobre la base de los restos del V Cuerpo de Ejército derrotado en Crimea y empleado en el Frente Oriental en 1944-1945 durante la Segunda Guerra Mundial.
No había unidades de las SS en el Cuerpo, el prefijo SS en el nombre se explica solo por el hecho de que el comandante Matthias Kleinheisterkamp, no era un general de la Wehrmacht, sino un SS-Obergruppenführer.
El 1 de febrero de 1945, el Cuerpo se transformó en el XI SS Cuerpo Panzer.

## Historia
El Cuerpo se formó en agosto de 1944 en el oeste de Galitzia como parte del 17.º Ejército, que estaba subordinado al Grupo de Ejércitos Ucrania Norte (en octubre rebautizado como Grupo de Ejércitos A). Defendió el frente entre Tarnów y Pilzno hasta que tuvo que retirarse a los Cárpatos occidentales durante la Ofensiva del Vístula-Óder (enero de 1945).
Se convirtió en parte del 9.º Ejército encargado de mantener una línea defensiva en el río Oder. El 1 de febrero de 1945, el Cuerpo fue rebautizado como XI SS Cuerpo Panzer, y se le ordenó destruir la cabeza de puente soviética cerca de Küstrin y relevar la Fortaleza, pero fracasó. El Cuerpo luego luchó en la batalla de las colinas de Seelow y la batalla de Halbe a finales de abril de 1945 y fue derrotado por las tropas soviéticas. Kleinheisterkamp se suicidó.

## Composición
- En septiembre de 1944:
  - 78.ª División de Infantería
  - 544.ª División de Granaderos
  - 545.ª División de Granaderos
- En marzo de 1945:
  - 25.ª División de Granaderos Panzer
  - 712.ª División de Infantería
  - División de Granaderos Panzer Kurmark
  - Festung de Küstrin